# Patrick O'Moore
Patrick O'Moore, né le 8 avril 1909 à Dublin (Irlande) et mort le 10 décembre 1983 à Los Angeles (quartier de Van Nuys, Californie), est un acteur irlandais, parfois crédité Pat O'Moore.

## Biographie
Au cinéma, Patrick O'Moore apparaît d'abord dans deux films britanniques, le premier étant Prima Donna de Victor Saville (1934, avec Fritz Kortner et Emlyn Williams) ; le second sort en 1937. Puis il poursuit sa carrière aux États-Unis, où il s'installe définitivement vers 1940.
Ses deux premiers films américains sortent en 1941, dont Chagrins d'amour de Frank Borzage (avec Jeanette MacDonald et Brian Aherne) ; le dernier est L'Épée sauvage d'Albert Pyun (1983 — année de sa mort —, avec Lee Horsley et Simon MacCorkindale). Entretemps, mentionnons Sahara de Zoltan Korda (1943, avec Humphrey Bogart et Dan Duryea), La Seconde Madame Carroll de Peter Godfrey (1947, avec Barbara Stanwyck et Humphrey Bogart) et le western Femme d'Apache de Charles Marquis Warren (1957, avec Joel McCrea et Barbara Stanwyck).
À la télévision américaine, il contribue à des séries à partir de 1950, dont Rawhide (trois épisodes, 1959-1960) et Les Aventuriers du Far West (dix-sept épisodes, 1962-1970) ; la dernière est L'Agence tous risques (un épisode, 1983). S'ajoutent deux téléfilms (1976-1980).
Enfin, au théâtre, il joue à Broadway (New York) dans deux pièces ; la première est Ladies in Retirement de Reginald Denham et Edward Perey (1940, avec Isobel Elsom et Flora Robson) ; la seconde est Yesterday's Magic d'Emlyn Williams (1942, avec Alfred Drake et Jessica Tandy).

## Filmographie partielle

### Cinéma
(films américains, sauf mention contraire)
- 1934 : Prima Donna (Evensong) de Victor Saville (film britannique) : Bob O'Neil
- 1941 : Chagrins d'amour (Smilin' Through) de Frank Borzage : Willie Ainley
- 1942 : Les Chevaliers du ciel (Captains in the Clouds) de Michael Curtiz : Fyffe
- 1942 : Sabotage à Berlin (Desperate Journey) de Raoul Walsh : le chef d'escadre Lane-Ferris
- 1943 : Sahara de Zoltan Korda : Osmond « Ozzie » Bates
- 1943 : Le Cabaret des étoiles (Stage Door Canteen) de Frank Borzage : l'australien
- 1943 : La Nuit sans lune (The Moon Is Down) d'Irving Pichel
- 1945 : La mort n'était pas au rendez-vous (Conflict) de Curtis Bernhardt : le lieutenant-détective Egan
- 1945 : Cette nuit et toujours (Tonight and Every Night) de Victor Saville : David Long
- 1945 : Molly and Me de Lewis Seiler : Ronnie
- 1946 : Cape et Poignard (Cloak and Dagger) de Fritz Lang : l'anglais
- 1946 : Rendezvous 24 de James Tinling
- 1947 : La Seconde Madame Carroll (The Two Mrs. Carrolls) de Peter Godfrey : Charles Pennington
- 1947 : La Rose du crime (Moss Rose) de Gregory Ratoff : George Gilby
- 1949 : Aventure en Irlande (The Fighting O'Flynn)  d'Arthur Pierson
- 1950 : Captives à Bornéo (Three Came Home) de Jean Negulesco : un prisonnier australien
- 1951 : Femme en péril (Kind Lady) de John Sturges : le policier Orkin
- 1951 : Le Chevalier au masque de dentelle (The Highwayman) de Lesley Selander
- 1951 : Tempête sur la colline (Thunder on the Hill) de Douglas Sirk : M. Smithson
- 1951 : La Treizième Lettre (The 13th Letter) d'Otto Preminger : un interne
- 1952 : Bwana Devil d'Arch Oboler : Ballinger
- 1952 : La Première Sirène (Million Dollar Mermaid) de Mervyn LeRoy : le maître de cérémonie
- 1952 : Les Fils des Mousquetaires (At Sword's Point) de Lewis Allen : un comparse de Lavalle / un moine
- 1953 : Niagara d'Henry Hathaway : un détective
- 1953 : Les Rats du désert (The Desert Rats) de Robert Wise : Jim
- 1955 : Les Contrebandiers de Moonfleet (Moonfleet) de Fritz Lang : un officier
- 1957 : Femme d'Apache (Trooper Hook) de Charles Marquis Warren : le colonel Adam Weaver
- 1957 : Tragique Odyssée de Charles Marquis Warren
- 1964 : My Fair Lady de George Cukor : un passant
- 1967 : Comment réussir dans les affaires sans vraiment essayer (How to Succeed in Business Without Really Trying) de David Swift : le premier interlocuteur des médias
- 1969 : Hello, Dolly! de Gene Kelly : l'officier Gogarty
- 1972 : Le Flingueur (The Mechanic) de Michael Winner : le vieil homme
- 1982 : L'Épée sauvage (The Sword and the Sorcerer) d'Albert Pyun : Devereux

### Télévision

#### Séries (sélection)
- 1954 : Four Star Playhouse
  - Saison 2, épisode 22The Bomb de Blake Edwards : le sergent de police
- 1955 : Les Aventures de Superman (Adventures of Superman)
  - Saison 3, épisode 8 Clark Kent, Outlaw de George Blair : Bennett
- 1956 : Gunsmoke ou Police des plaines (Gunsmoke ou Marshal Dillon)
  - Saison 1, épisode 24 The Pest Hole de Charles Marquis Warren : Matthews

- 1959 : One Step Beyond

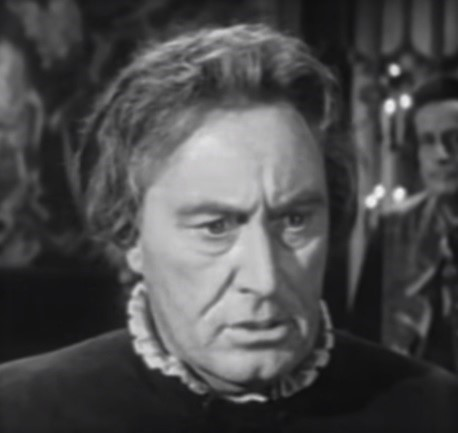
Dans la série One Step Beyond, épisode Le Jour du jugement dernier (1959)

  - Saison 2, épisode 4 Le Jour du jugement dernier (Doomsday) de John Newland : un témoin du procès
- 1959-1960 : Rawhide
  - Saison 1, épisode 9 Plus de peur que de mal (Incident of the Town in Terror, 1959) de Ted Post : Matt Novak
  - Saison 2, épisode 30 Le Silence de l'innocence (Incident of the Silent Web, 1960 - Simmons) de Joseph Kane et épisode 32 Le Jardin idyllique (Incident in the Garden of Eden, 1960 - Tomkins) de Joseph Kane
- 1962-1970 : Les Aventuriers du Far West (Death Valley Days)
  - Saisons 11 à 18, 17 épisodes : rôles divers
- 1964 : La Quatrième Dimension (The Twilight Zone)
  - Saison 5, épisode 32 La Résurrection (Mr. Garrity and the Graves) de Ted Post : un villageois
- 1965 : Des agents très spéciaux (The Man from U.N.C.L.E.)
  - Saison 1, épisode 29 Des nounous très spéciales (The Odd Man Affair) de Joseph Sargent : un inspecteur des douanes
- 1965 : L'Homme à la Rolls (Burke's Law)
  - Saison 3, épisode 4 Password to Death de Seymour Robbie : le général Pierce-Rivers
- 1966 : Max la Menace (Get Smart)
  - Saison 1, épisode 19 Cherchez le chercheur (Back to the Old Drawing Board) de Bruce Bilson : Dr Shotwire
- 1967 : Daniel Boone
  - Saison 4, épisode 8 The Traitor : le colonel Cartwright
- 1968 : Mannix
  - Saison 2, épisode 7 Au fil du scalpel (Edge of the Knife) de Stuart Hagmann : M. Harriman
- 1972 : Night Gallery
  - Saison 2, épisode 17, 2e partie The Ghost of Sorworth Place de Ralph Senensky : M. MacLeod
- 1982 : Laverne and Shirley
  - Saison 8, épisode 10 The Gymnast : Arthur
- 1983 : Chips (CHiPs)
  - Saison 6, épisode 19 Le Fou rire (Fun House) : M. Cringle
- 1983 : L'Agence tous risques (The A-Team)
  - Saison 2, épisode 3 Otages à l'orphelinat (The Only Church on Town) : le père O'Malley

#### Téléfilms (intégrale)
- 1976 : Law and Order de Marvin J. Chomsky : le père Damian
- 1980 : Croisière en enfer (Desperate Voyage) de Michael O'Herlihy : Howard

## Théâtre à Broadway (intégrale)
- 1940 : Ladies in Retirement de Reginald Denham et Edward Perey : Albert Feather[1]
- 1942 : Yesterday's Magic d'Emlyn Williams : Barty